# Palacio de la Ópera (La Coruña)
El Palacio de la Ópera de A Coruña nace en el año 1989 como referente arquitectónico para albergar eventos culturales en la ciudad (Galicia, España). Es sede de la Orquesta Sinfónica de Galicia desde su creación en 1992 por parte del Ayuntamiento de La Coruña. En su sala principal cuenta con capacidad para 1805 personas sentadas.

## Descripción
El edificio, empotrado en la cantera del parque de Santa Margarita, tiene una planta semicircular y su fachada la forma un peristilo de 32 columnas lisas rematadas con triglifos y metopas de cristal. En el encuentro del Palacio con la cantera surge una gran cascada. Su lenguaje arquitectónico posmoderno lo convierte en un referente del movimiento en la ciudad y en uno de los edificios dotacionales más reconocibles de La Coruña. 
Originariamente, el Palacio de la Ópera fue concebido como Palacio de Congresos, por ello cuenta con una sala de conferencias con aforo para 425 butacas y un escenario de 50m² y un centro de control preparado para la interpretación simultánea. Además, hay que sumar cuatro salas de ponencias con capacidad para entre 45 y 80 personas, hall de exposiciones, restaurante y despachos administrativos. En 1999 se llevó a cabo un proyecto para acondicionarlo estructuralmente y acústicamente para albergar montajes operísticos y teatrales junto con conciertos sinfónicos. 
A día de hoy, con una media de 311 días de ocupación anual, el Palacio de la Ópera se ha convertido en un referente cultural en la ciudad, permitiendo el desarrollo de todo tipo de proyectos y eventos que enriquecen la vida cultural de los ciudadanos de La Coruña y de sus visitantes. Entre los eventos que se celebran periódicamente cabe destacar el Festival Mozart.
El proyecto del Palacio de la Ópera fue concebido por Grupo TAU con la colaboración técnica de García BBM (acústica), Alessandro Traldi (concha acústica) y Müller-BBM (mejoras acústicas en año 1999).
Sus singulares características convierten al Palacio de la Ópera es uno de los pocos de Europa en los que se puede ofrecer con calidad acústica tanto música sinfónica como espectáculos operísticos. La empresa García BBM fue la encargada de auditar su ficha acústica en la que aparecen reflejados los datos específicos de las exigencias técnicas que le son propias a las salas de audición (tiempo de reverberación, claridad, brillantez, etc.) y en la que se constata que el Palacio de la Ópera de La Coruña se encuentra en el tiempo de reverberación óptimo a frecuencia media para un auditorio de música sinfónica, con un tiempo de reverberación con sala llena de 1,7 segundos. Además de encuadrarse en los límites de claridad tanto para la palabra como para la música y gozar de una brillante de 0,5, inferior al máximo recomendado de 1. 